# Taiki Tsuruno
Taiki Tsuruno (鶴野 太貴 Tsuruno Taiki?), född 4 september 1990 i Hokkaido prefektur, är en japansk fotbollsspelare.
Tsuruno började sin karriär 2009 i Mito HollyHock. Efter Mito HollyHock spelade han för Zweigen Kanazawa, Vanraure Hachinohe och Fukui United FC.